# Paonga-tó
A Paonga-tó (angolul: Lake Paonga) a Csillagok háborúja elképzelt univerzumának egyik helye.

## Leírása
A Paonga-tó a Naboo nevű bolygón levő egyik tó, amely a Lianorm-mocsarak és az Otoh Gunga főváros közelében, a Gallo-hegység lábánál fekszik.
Ebben a tóban gúberhalak, skálahalak, opee tengeri fenevadak, colo karmoshalak és sando víziszörnyek élnek.

## Megjelenése a filmekben, könyvekben, videojátékokban
Ezt a tavat a „Baljós árnyak” című filmben láthatjuk először. Továbbá a Baljós árnyakról szóló könyvekben, képregényekben és videojátékokban szerepel, vagy meg van említve.

## Fordítás
- Ez a szócikk részben vagy egészben a Lake Paonga című Wookieepedia-szócikk fordítása. Az eredeti cikk szerkesztőit annak laptörténete sorolja fel.